# Come Dancing
"Come Dancing" is een nummer van de Britse rockgroep The Kinks uit 1982.
Het nummer is geschreven en geproduceerd door Ray Davies en afkomstig van het Kinks-album State of Confusion. Het nummer is een eerbetoon aan Davies' zus die op 31-jarige leeftijd aan een hartaanval overleed in een danszaal. Davies probeerde het nummer een warmer en meer popgericht geluid te geven dan het rauwere rockwerk waar de band met name om bekend was.
Toen het nummer werd uitgebracht in het Verenigd Koninkrijk in november 1982, haalde het de hitlijsten niet. Ondanks het uitblijven van succes en de tekst over typisch Britse dance halls werd besloten het nummer toch in het voorjaar van 1983 in de Verenigde Staten uit te brengen. Hier werd het wel een hit, mede dankzij de door Julien Temple geregisseerde videoclip die veelvuldig bij MTV te zien was. Nadat het de zesde plaats in de Billboard Hot 100 behaalde werd het nummer nogmaals in het Verenigd Koninkrijk uitgebracht en haalde het de 12e plek in de UK Singles Chart. In de Nederlandse Top 40 werd de 25e positie gehaald, in de Ultratop 50 plek 18.

## NPO Radio 2 Top 2000
Come Dancing stond alleen in 2000 in de NPO Radio 2 Top 2000, op plek 679.